# Грејс Холовеј
Др Грејс Холовеј (енгл. Grace Holloway) измишљени је лик у телевизијском филму Доктор Ху, наставку истоимене британске научнофантастичне телевизијске серије, који је тумачила Дафни Ешбрук. Она је кардиолог из Сан Франциска 1999. године која помаже Осмом Доктору да победи одметнутог Господара времена Господара.

## Историја лика
Када је Седми Доктор слетео 30. децембра 1999. у Сан Франциско, убија га банда на улицама Кинеске четврти. Несвесна његове ванземаљске физиологије, Грејс га случајно убија приликом покушаја да га оперише. Он се касније регенерисао у своју осму инкарнацију и укључује Грејс у своју борбу да спречи Господара да отвори Око Склада и уништи Земљу у поноћ на Нову 2000. годину. На крају, Доктор нуди да Грејс је поведе са собом њим у ТАРДИС, али Грејс одбија јер би радије да остане и примени лекције које је научила од њега.
Доктор је Грејс описао као „уморну од живота, али уплашену од умирања“. Она је топла и саосећајна особа која је била разочарана рано у животу када је схватила да не може да задржи смрт. Због тога се поставља хладно, повучено у настојању да се заштити од својих осећања и да прикрије сопствену несигурност. Она то схвата током своје пустоловине са Доктором и поново учи да осећа наду, стављајући је у облик Доктора, ванземаљца који буквално може да се врати у живот, као и враћајући поверење у себе као лекарке и као личности. Она такође брзо развија романтичну приврженост Доктору, рекавши у једном тренутку: „Коначно сам упознала правог момка, а он са друге планете“.

## Друга појавивања
Грејсин живот након сусрета са Доктором се није истражен на екрану осим телевизијског филма, иако је Доктор морао да се суочи са последицама тих догађаја у огранак роману Неприродна историја Пустоловина Осмог Доктора Кејт Орман и Џонатана Блума.
Грејс се појављује у стрипу о Доктору Хуу Пали објављеном у Часопису Доктор Ху #273-#276 где она спроводи огледе за спајање ДНК човека и Господара времена, потоњег добијеног из ткива које је оставио Господар. Међутим, Господар није у свом телу Господара времена већ у телу створења које мења облик, познатог као морфант. Добијени хибрид почиње да прождире људе, али је заустављен уз помоћ Осмог Доктора. Грејс обећава Доктору да ће уништити све преостале морфантске ДНК узорке и да ће се њих двоје још једном растати. Она се касније појављује као слика из снова у Величанственим мртвима (ЧДХ #287-#296) и појављује се у једном панелу у последњој редовној стрип пустоловини Осмог Доктора Поплава (ЧДХ #353). У Затвореницима времена, серијалу за прославу 50. годишњице, Доктор је упознаје убрзо након догађаја из ТВ филма. Она путује са њим неко време, али је преплављена оним што види. Пре него што је Доктор успео да је врати на Земљу, отео ју је Адам Мичел који је путовао кроз време да би отимао Докторове сапутнике.
Дафни Ешбрук је наступила у аудио драми продукције "Big Finish" Следећи живот поред Пола Мекгана у улози Осмог Доктора, али је глумила другачији лик по имену Савршенство.
У новелизацији епизоде Пустоловина Саре Џејн Смрт Доктора, Сара Џејн наводи тренутно место где се налази неколико Докторових бивших пратилаца међу којима је и „Докторка Халовеј“ која истражује нова открића у хирургији у Сан Франциску.

## Правна питања
Грејс Халовеј је првобитно требало да се појави у другом роману Осмог Доктора Вампирска наука, али правни проблеми са ББЦ-ом и Universal-ом су спречили да се то догоди. Према "Big Finish"-у, њихове аудио драме не могу да користе ликове из ТВ филма Грејс Халовеј или Лија Ченга због власништва Universalа над ликовима. Изгледа да је о Грејсином појављивању у стрипу преговарано посебно.